# Língua yurumanguí
O Yurumanguí (Iurumangui) é uma língua isolada extinta da Colômbia.

## Vocabulário
Palavras selecionadas do vocabulário yurumanguí de 1768, segundo Ortiz (1946):
| Português        | Espanhol              | Yurumanguí                |
| ---------------- | --------------------- | ------------------------- |
| comer            | comer                 | lamá                      |
| você come        | come tu               | lamaé                     |
| beber            | beber                 | chuma                     |
| você bebe        | bebe tu               | chumaé                    |
| vela; fogo       | la candela, o fuego   | angua                     |
| lenha            | la leña               | anga                      |
| rio              | el río                | ayo                       |
| água             | el agua               | aia                       |
| banana           | plátano               | cua                       |
| sol              | el sol                | cicona                    |
| lua              | la luna               | digia                     |
| casa             | la casa               | yuiua                     |
| dormir           | dormir                | angasa                    |
| banhar-se        | bañarse               | pun pun                   |
| feijão           | los frijoles          | aimaca                    |
| mulher           | mujer                 | quitina                   |
| homem            | hombre                | queobai                   |
| mãe              | madre                 | caigi                     |
| pai              | padre                 | maa                       |
| onça ("tigre")   | el tigre              | aguabai layaco; cananagua |
| coelho           | el conejo             | naupica                   |
| porco-do-mato    | el puerco montés      | naubaca                   |
| gavião           | el gavilán            | yuoica                    |
| papagaio         | el papagayo           | taucano                   |
| milho            | el maíz               | aocona                    |
| orelhas          | los oídos             | auciá                     |
| pente            | el peine              | aubaisa                   |
| cinzas           | la ceniza             | augafa                    |
| asas do pássaro  | las alas de ave       | aicán                     |
| relâmpago        | el relámpago          | angaisa                   |
| eu               | yo                    | acá; asa                  |
| está longe       | está lejos            | aiaba                     |
| caminho          | el camino             | angaipoa                  |
| machete          | machete               | baical                    |
| machado          | el hacha              | totoque                   |
| porta            | la puerta             | bai                       |
| chapéu           | el sombrero           | sipana                    |
| panela           | la olla               | lictina                   |
| cesta            | el canasto            | pitina                    |
| mandioca         | la yuca               | nasotasi                  |
| coração          | el corazón            | colopeiaisa; bibaspa      |
| alma; respiração | el alma o respiración | sipia sinaisa             |
| céu              | el cielo              | siaa                      |
| morrer           | morir                 | saisa                     |
| já morreu        | ya murió              | saibai                    |
| borboleta        | mariposa              | cauba                     |
| coser            | coser                 | blaisa                    |
| matar            | matar                 | aimasa                    |
| dentes           | los dientes           | tina                      |
| cabeça           | la cabeza             | caicona                   |
| olhos            | los ojos              | couna                     |
| cabelo           | el pelo               | cailusa                   |
| testa            | la frente             | laiga                     |
| rosto            | la cara               | caumaca                   |
| mão              | la mano               | aisca                     |
| unhas            | las uñas              | yacuisa                   |
| estar cansado    | estar cansado         | cafeisa                   |
| irmãos           | hermanos              | yasa                      |
| leite            | la leche              | tuiusa                    |
| queijo           | el queso              | vecatuta                  |
| estrelas         | las estrellas         | nanaa                     |
| noite            | la noche              | maisa                     |
| dia              | el día                | baisa                     |
| agulha           | aguja                 | ypena                     |
| barbear          | afeitar               | yebe                      |
| cachorro         | el perro              | cuan                      |
| veia             | la vena               | yaisina                   |
| sangue           | la sangre             | yaa                       |
| mutuca           | el tábano             | quipua                    |
| estar chovendo   | estar lloviendo       | siga                      |
| trovejar         | tronar                | bisca                     |
| fruta do mato    | fruta silvestre       | tamea                     |
| periquito        | periquito             | ilica                     |
| areia            | la arena              | sibesa                    |
| saliva           | la saliva             | zoima                     |
| terra            | la tierra             | minni                     |